# Гвинејски павијан
Гвинејски павијан (лат. Papio papio) је врста примата (Primates) из породице мајмуна Старог света (Cercopithecidae).

## Распрострањење
Врста је присутна у Гвинеји Бисао, Малију, Мауританији и Сенегалу.

## Станиште
Гвинејски павијан има станиште на копну.

## Угроженост
Ова врста је на нижем степену опасности од изумирања, и сматра се скоро угроженим таксоном.

### Популациони тренд
Популациони тренд је за ову врсту непознат.